# Municipio de Douglas (condado de Webster)
El municipio de Douglas (en inglés: Douglas Township) es un municipio ubicado en el condado de Webster en el estado estadounidense de Iowa. En el año 2010 tenía una población de 1152 habitantes y una densidad poblacional de 13,05 personas por km².

## Geografía
El municipio de Douglas se encuentra ubicado en las coordenadas 42°31′19″N 94°15′46″O / 42.52194, -94.26278. Según la Oficina del Censo de los Estados Unidos, el municipio tiene una superficie total de 88.3 km², de la cual 87,75 km² corresponden a tierra firme y (0,62 %) 0,55 km² es agua.

## Demografía
Según el censo de 2010, había 1152 personas residiendo en el municipio de Douglas. La densidad de población era de 13,05 hab./km². De los 1152 habitantes, el municipio de Douglas estaba compuesto por el 96,61 % blancos, el 1,04 % eran afroamericanos, el 1,13 % eran asiáticos, el 0,09 % eran isleños del Pacífico, el 0,78 % eran de otras razas y el 0,35 % eran de una mezcla de razas. Del total de la población el 1,13 % eran hispanos o latinos de cualquier raza.